# Jung Hyo-jung
Jung Hyo-jung (* 26. Januar 1984) ist eine ehemalige südkoreanische Degenfechterin.

## Erfolge
Jung Hyo-jung erzielte ihre internationalen Erfolge hauptsächlich im Mannschaftswettbewerb. Bei den Asienmeisterschaften gewann sie 2009 in Doha und 2019 in Tokio den Titel mit der Mannschaft, aber auch 2010 in Seoul im Einzel. Darüber hinaus sicherte sie sich zwei Silber- und zwei Bronzemedaillen. Bei den Asienspielen 2006 in Doha gewann sie Silber mit der Mannschaft, 2010 in Guangzhou Bronze. 2010 erreichte sie außerdem den Bronzerang bei den Weltmeisterschaften 2010 in Paris. Jung nahm an zwei Olympischen Spielen teil: 2008 in Peking belegte sie den 14. Rang im Einzel. Bei den Olympischen Spielen 2012 in London erreichte sie Rang 19 im Einzel, mit der Mannschaft gewann sie Silber. Im Finale unterlag die südkoreanische Equipe China mit 25:39.